# Isoneuromyia falcaoi
Isoneuromyia falcaoi är en tvåvingeart som beskrevs av Lane 1961. Isoneuromyia falcaoi ingår i släktet Isoneuromyia och familjen platthornsmyggor. Inga underarter finns listade i Catalogue of Life.